# Stylidium centrolepoides
Stylidium centrolepoides är en tvåhjärtbladig växtart som beskrevs av Anthony R. Bean. Stylidium centrolepoides ingår i släktet Stylidium och familjen Stylidiaceae. Inga underarter finns listade i Catalogue of Life.